# Adriano Zecca
Adriano Zecca (Borzoli, 11 aprile 1923 – Genova, 1º marzo 1983) è stato un allenatore di calcio e calciatore italiano, di ruolo centravanti o ala sinistra.
È scomparso all'età di cinquantanove anni.

## Carriera

### Giocatore

#### Club
Dopo gli esordi nell'Andrea Doria e nel Rapallo, che lo presta nel 1941-1942 alla Sanremese, si mette in luce nella stagione 1942-1943, realizzando 14 reti in 18 incontri in Serie C con la Reggiana. 

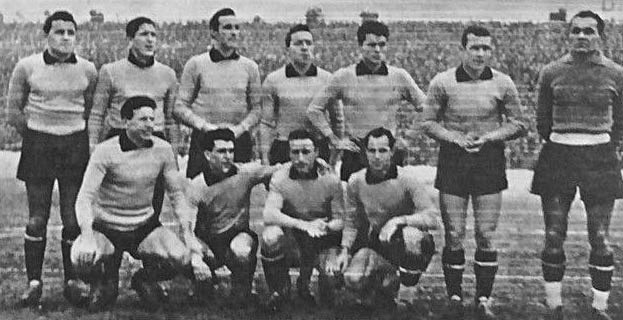
Zecca (accosciato, primo da sinistra) nel Modena del 1946-1947

Zecca era nella rosa del Genova 1893 che partecipò alla Coppa Città di Genova che nei primi mesi del 1945 sostituì il normale campionato a causa degli eventi bellici che sconvolgevano l'Europa in quel periodo. La competizione fu vinta dai rossoblu che sorpassarono all'ultima giornata i rivali del Liguria; a Zecca ed a ciascun vincitore della competizione furono date in premio 20.000 lire dal futuro presidente rossoblu Antonio Lorenzo.
Dopo l'interruzione bellica viene ingaggiato dal Torino, che è nella fase iniziale del ciclo che lo porterà alla conquista di cinque scudetti consecutivi. Zecca disputa coi granata l'anomalo e vittorioso campionato 1945-1946,  sostituendo in due occasioni il centravanti titolare Gabetto.
A fine stagione viene ceduto al Modena, con cui disputa da titolare (36 presenze e 6 reti) il campionato di Serie A 1946-1947, chiuso dai canarini con uno storico terzo posto. Non viene però confermato trasferendosi al Venezia, appena retrocesso in Serie B. In due stagioni in laguna trova la via della rete con maggior costanza (38 reti in 2 annate), conquistando la promozione in massima serie nel 1948-1949.
Nel 1949 viene acquistato dalla Roma; nella capitale Zecca resta 4 stagioni, facendo parte della rosa dell'unica retrocessione della storia dei giallorossi in Serie B (1950-1951), ma contribuendo con 9 reti all'immediato ritorno in A nella stagione successiva. (Alcune fonti riportano che Zecca abbia segnato 10 reti quell'anno, ma gli viene attribuito un gol che in realtà è un autogol di Calzavara).
Dopo un'altra stagione in A con la Roma, nel 1953 passa al Verona in Serie B, e quindi al Bari, con cui vince il campionato di Serie C 1954-1955, il terzo dei 6 disputati a girone unico. Chiude la carriera semiprofessionistica con il Foligno in IV Serie. In carriera ha disputato complessivamente 100 presenze e 19 reti in Serie A e 126 presenze e 56 reti in Serie B.

#### Nazionale
Nel 1950 ha disputato un incontro con la Nazionale B, contro i pari categoria dell'Austria

### Dopo il ritiro
Cessata l'attività agonistica, ha intrapreso quella di allenatore, guidando prevalentemente formazioni di Serie C, quindi quella di direttore sportivo. Ha anche contribuito a scrivere la sceneggiatura del film Il presidente del Borgorosso Football Club con Alberto Sordi.

## Palmarès

### Giocatore

#### Competizioni nazionali
- Campionato italiano: 1

Torino: 1945-1946
- Campionato italiano di Serie B: 1

Roma: 1951-1952
- Campionato italiano Serie C: 1

Bari: 1954-1955

#### Competizioni regionali
- Coppa Città di Genova: 1

Genova 1893: 1945

### Allenatore

#### Competizioni nazionali
- Campionato Interregionale: 1

Vis Pesaro: 1958-1959 (girone D)